# Santa Rita de Jacutinga
Santa Rita de Jacutinga este un oraș din statul Minas Gerais (MG), Brazilia.